# Salka byrneae
Salka byrneae är en insektsart som beskrevs av Irena Dworakowska 2006. Salka byrneae ingår i släktet Salka och familjen dvärgstritar.
Artens utbredningsområde är Nepal. Inga underarter finns listade i Catalogue of Life.